# Camna, Arad
Camna este un sat în comuna Șilindia din județul Arad, Crișana, România.

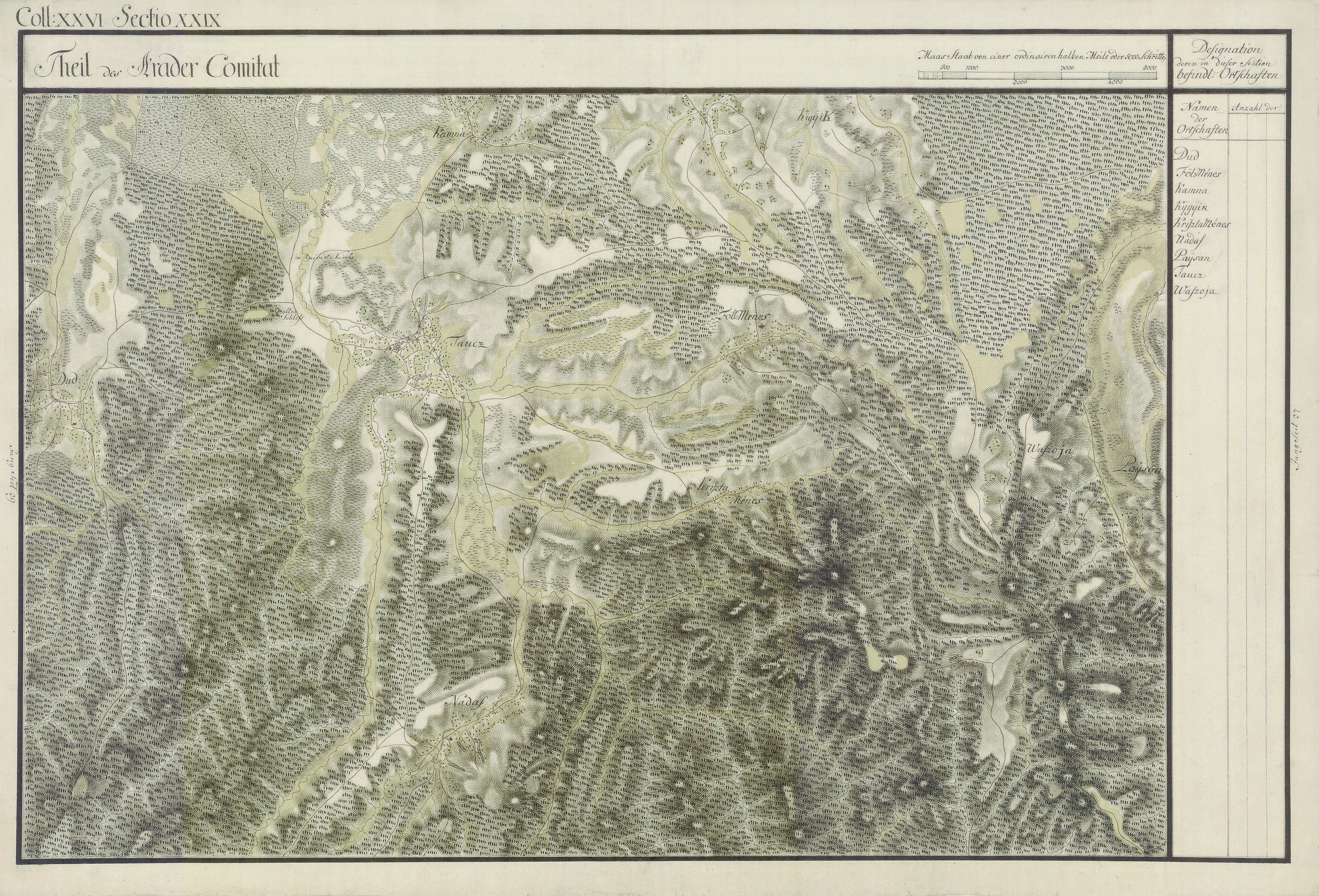
Camna în Harta Iozefină a Comitatului Arad, 1782-85